# Kairou Amoustapha
Abdoul Kairou Amoustapha (ur. 1 stycznia 2001 w Niamey) – nigerski piłkarz występujący na pozycji napastnika lub skrzydłowego, reprezentant Nigru, od 2025 roku zawodnik maltańskiego Ħamrun Spartans.